# Kanshou/MERMAID
Singles de Aya Ueto
MESSAGE/PERSONAL
(2003) Binetsu
(2003)
Kanshou/MERMAID est le 5e single de Aya Ueto sorti sous le label Pony Canyon le 27 août 2003 au Japon. Il atteint la 9e place du classement de l'Oricon. Il se vend à 26 699 exemplaires la première semaine, et reste classé pendant 7 semaines, pour un total de 39 860 exemplaires vendus.
Mermaid a été utilisé comme campagne publicitaire pour Soh de LOTTE; Kanshou a été utilisé comme thème musical pour le drame Hitonatsu no Papa e. Kanshou et Mermaid se trouvent sur l'album MESSAGE et sur la compilation Best of Aya Ueto: Single Collection.

## Liste des titres
Toutes les paroles sont écrites par Pipeline Project.
| 1. | Kanshou                | Pipeline Project | 4:47 |
| 2. | Mermaid                | Pipeline Project | 3:57 |
| 3. | Kanshou ~Instrumental~ | Pipeline Project | 4:47 |
| 4. | Mermaid ~Instrumental~ | Pipeline Project | 3:56 |

## Interprétations à la télévision
- Music Station (22 août 2003)
- Hey!Hey!Hey! 400th Special Live (22 septembre 2003)